# Agdangán
Agdangán (en filipino: Agdangan) es un municipio de las provincia de Quezon en Filipinas. Según el censo del 2000, tiene 9,946 habitantes.

## Barangayes
Agdangán se divide administrativamente en 12 barangayes.
- Binagbag
- Dayap
- Ibabang Kinagunan
- Ilayang Kinagunan
- Kanlurang Calutan
- Kanlurang Maligaya
- Salvación
- Silangang Calutan
- Silangang Maligaya
- Sildora
- Población I
- Población II